# Marie-Joseph Peyre
Marie-Joseph Peyre (1730 — 1785) foi um arquiteto francês.
Foi aluno de Jacques-François Blondel e amigo por toda vida de Charles De Wailly, com quem criaria sua mais importante obra, o Teatro Odéon em Paris. Venceu o Prêmio de Roma e lá participou dos concursos da Academia de São Lucas. De volta a Paris edificou uma villa para Madame Leprêtre de Neubourg em estilo palladiano, até então incomum na França. Em 1772 foi nomeado, junto com Wailly, arquiteto do Château de Fontainebleau. Criou o Hôtel de Nivernais, o projeto do Palácio de Bourbon para o príncipe de Condé, foi inspetor dos edifícios reais e membro da Academia Real de Arquitetura. Sua obra foi muito influenciada pela arquitetura da Roma Antiga, mas introduziu em seu estilo elementos originais. Também foi um requisitado decorador. Seu Livre d’architecture (1765) foi uma publicação influente, divulgando o trabalho de arquitetos franceses em Roma.